# Brownleeite
La brownleeite è un minerale la cui descrizione è stata pubblicata nel 2010 in base ad un ritrovamento avvenuto in polvere proveniente dallo spazio ed approvato nel 2008 dall'IMA nel 2008. Il nome è stato attribuito in onore dell'astronomo statunitense Donald Brownlee.
Chimicamente è un siliciuro di manganese.

## Morfologia
La brownleeite è stata trovata sotto forma di tre grani irregolari di dimensione di 100, 200 e 250 nm.

## Origine e giacitura
La brownleeite è stata scoperta nella polvere raccolta da aeroplani in volo ad alta quota presumibilmente proveniente dalla coda della cometa 26P/Grigg-Skjellerup attraversata dalla Terra nell'aprile 2003.